# Martim Afonso de Sousa
Martim Afonso de Sousa (Vila Viçosa, 1500 - Lisboa, 21 de juliol de 1571), va ser un noble, marí i militar portuguès, recordat per haver participat en la primera expedició colonitzadora de Brasil i per haver estat governador de l'Índia portuguesa (1542-1545).

## Biografia
Martim Afonso de Sousa va estudiar en la seva joventut matemàtica, cosmografía i navegació. Va ser nomenat patge del duc de Bragança i, més tard, de l'infant Juan, príncep hereu. En pujar aquest al tron, com Juan III, el sobirà el va nomenar per a posicions de prestigi, com el comandament de l'expedició de 1530 al territori brasiler amb el títol de governador de Brasil. Va sortir de Lisboa al 3 de desembre de 1530 amb quatre naus i transportant prop de quatre-centes persones, tenint com a segon al seu germà més jóven Però Lopes de Sousa qui va escriure el detallat Diário da Navegação da Armada que foi à terra do Brasil em 1530.
Des d'una perspectiva d'historiografia tradicional en la història de Brasil es considera a aquesta expedició com la primera expedició colonitzadora de Brasil, el Regimiento (poder) que va tenir de Sousa permet comprendre que el principal objectiu de la seva missió era fundar assentaments portuguesos en la conca del Riu de la Plata, la qual cosa no va aconseguir a causa d'haver naufragat a la regió. Va tenir també la missió d'expulsar els corsaris francesos de la costa brasilera -amb els quals va combatre-, col·locar marcs de possessió (padrõés de posse) des del riu Marañón fins al Riu de la Plata, i mesurar i dividir la costa que seguidament el rei concediria a donataris. També estava autoritzat a triar cent llegües de costa per a si mateix i altres cinquanta per al seu germà Però Lopes de Sousa.
El 31 de gener de 1531 l'expedició va arribar a terra prop del cap de Sant Agustín i van capturar dos vaixells francesos carregats de pi brasil. Des d'allí van recórrer la costa cap al sud arribant a la illa de Cananéia el 12 d'agost de 1531, en la qual van prendre contacte amb el degradat portuguès Cosme Fernandes, conegut com el batxiller de Cananéia i que feia 30 anys vivia a la regió, i amb un grup d'espanyols supervivents de l'expedició de Solís al Riu de la Plata encapçalats per Francisco de Chávez. Aquest era l'únic espanyol que havia sobreviscut a l'expedició de Aleixo Garcia cap a l'Imperi inca i va concertar amb Martim Afonso de Sousa que guiés una expedició del seu capità Però Lobo pel camí de Peabirú cap a l'Imperi Inca a la recerca d'or i plata. Els 80 integrants d'aquesta expedició van partir de Cananéia l'1 de setembre de 1531 i juntament amb un grup indígenes que els acompanyava van ser massacrats pels carijós en les ribes del riu Iguazú.
El 26 de setembre de 1531 l'expedició va salpar de Cananéia i el 16 d'octubre de 1531 van desembarcar a la illa Gorriti en la boca nord del Riu de la Plata. En els primers dies de novembre la nau capitana i un bergantí van naufragar en la costa, morint 7 tripulants. El 23 de novembre de 1531 Però Lopes de Sousa amb 30 homes es van internar amb un bergantí en el Riu de la Plata i després van entrar al riu Paraná. El 12 de desembre de 1531 van prendre possessió de la terra en nom del rei de Portugal en les barranques occidentals del Paraná a la província de Buenos Aires a l'Argentina, en un lloc que van cridar terra dos Carandins (terra dels Querandís).
Després va retornar a la regió de São Vicente i amb ajuda de João Ramalho i de Antônio Rodrigues, habitants de la regió que havien fet amistat amb els cacics Tibiriçá i Caiubi, va fundar el 22 de gener de 1532 la primera vila portuguesa del Brasil: la vila de São Vicente (en l'actual estat de São Paulo). A São Vicente va iniciar el cultiu de la canya de sucre.
A l'octubre de 1532 va rebre la notícia que va ser agraciat per la corona portuguesa amb la donació de dos lots de terres a Brasil: la capitania de São Vicente. Aquesta capitania estava formada per dues seccions separades, una de 55 llegües (la més al nord) i una de 45 llegües (la més al sud).
Va rebre també l'autorització de tornar a Lisboa, per la qual cosa Martim Afonso de Sousa no va romandre a Brasil per administrar les seves terres. Nomenat capità del mar de les Índies el 1533, va ser l'encarregat de protegir les possessions de Portugal a Orient. D'aquesta forma va defensar la factoria de Diu contra moros i hindús, va derrotar el raja de Calicut i va combatre els corsaris que saquejaven les embarcacions portugueses a la regió. Victoriós, va ser nomenat virrei de l'Índia portuguesa per Juan III el 1542 exercint durant tres anys.
Existeix controvèrsia quant a la fi de la seva carrera. Alguns historiadors afirmen que va retornar a Portugal el 1545, convertint-se en un dels membres del Consell d'Estat. Uns altres sostenen que va ser cridat de tornada sota l'acusació de desviament de diners de la Corona i enriquiment il·lícit, mantenint-se allunyat de la vida pública fins a la seva mort.